# Solidaritätskomitee der DDR

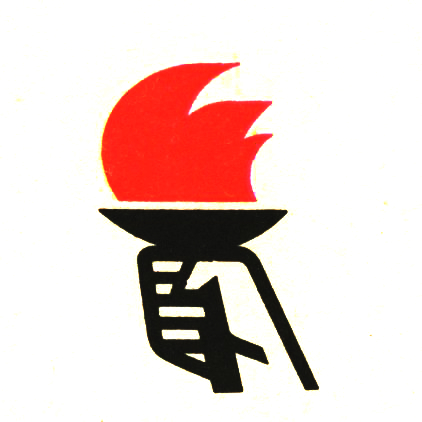
Logo

Das Solidaritätskomitee der DDR (kurz: die Solidarität) war eine  Organisation in der DDR, die die verschiedenen Entwicklungshilfeaktivitäten in der DDR koordinierte. Ihre Arbeit diente der wirtschaftlichen Entwicklung der Länder der Dritten Welt und der Durchsetzung der DDR-Außenpolitik. Das Komitee war direkt abhängig vom Zentralkomitee der SED, war aber im Rahmen der Liga für Völkerfreundschaft der DDR eine juristisch eigenständige Organisation und unterlag nicht dem Weisungsrecht der Regierung. Es koordinierte Aktionen von anderen gesellschaftlichen Organisationen.

## Ziele
Das Solidaritätskomitee  war ein strategisches Instrument der DDR-Außenpolitik, half im eigenen Selbstverständnis Völkern in deren Kampf gegen Imperialismus, Kolonialismus und Neokolonialismus. Im Kalten Krieg ging es um die Unterstützung von prosozialistischen und antiwestlichen Personen, Bewegungen und Staaten. Dies umfasste auch die verdeckte Unterstützung militärischer Aktionen, wie geheime Waffenlieferungen, die militärische Ausbildung ausländischer Verbündeter sowie die Stationierung von MfS-Mitarbeitern (Ministerium für Staatssicherheit).

## Organisation
Da es in der DDR kein Ministerium für Entwicklungshilfe gab, wurden staatliche Hilfsmaßnahmen durch Beschlüsse des Ministerrates und des Sekretariats des ZK der SED in die Wege geleitet. Die Hilfe und Unterstützung wurde durch die Massenorganisationen und zunehmend vom Solidaritätskomitee der DDR realisiert. Es wurde am 22. Juli 1960 in Ost-Berlin als Solidaritätskomitee für Afrika gegründet. Von 1964 bis 1973 erweiterte es als Afro-Asiatisches Solidaritätskomitee seinen Wirkungsbereich. Zum Solidaritätskomitee der DDR gehörten u. a. ein Bereich Afrika/Asien, seit 1965 ein Vietnam-Ausschuss und seit 1973 ein Chile-Zentrum. Als Nachfolgeorganisation wurde am 6. Oktober 1990 der Solidaritätsdienst International e. V. gegründet. Die größten Solidaritätsprojekte der DDR wurden nach der Wiedervereinigung von der Bundesrepublik übernommen und im Verlauf der 1990er Jahre schrittweise den jeweiligen Staaten übertragen. Rechtsnachfolger des Solidaritätskomitees wurde der Solidaritätsdienst International e. V. (SODI).

## Arbeitsbereiche
Die Aktivitäten des Solidaritätskomitees richteten sich auf die Koordinierung und Finanzierung von Maßnahmen der Entwicklungszusammenarbeit mit Ländern und Bewegungen der Dritten Welt, zum Beispiel durch den Bau von Berufsausbildungsstätten, Wasserversorgungsanlagen oder durch die Koordinierung von Spendenaktionen der DDR-Bevölkerung. Unterstützt wurden Befreiungsbewegungen in Afrika, Asien und Lateinamerika, politische Gefangene wie Luis Corvalán, Angela Davis und Nelson Mandela und Verfolgte des Pinochet-Regimes in Chile wie auch die Verfolgten des Apartheid-Regimes im südlichen Afrika.
Zwischen 1950 (vor der Gründung des Komitees) und 1990 hielten sich zudem 200.000 Bürger aus Entwicklungsländern für eine berufliche Aus- oder Weiterbildung – seit 1960 finanziert durch das Solidaritätskomitee – in der DDR auf. Auch die Kosten der Krankenhausaufenthalte in der DDR für verwundete Kämpfer der Befreiungsbewegungen wurden durch das Komitee getragen.

## Finanzen
Das Solidaritätskomitee der DDR finanzierte sich aus Spenden der Bevölkerung, die durch kollektive Spendenaktionen in Betrieben, derer sich niemand ohne Sanktionen entziehen konnte, und auf freiwilliger Basis zusammenkamen und in einem Solidaritätsfonds gesammelt. Über den Verband Bildender Künstler der DDR wurden mehrfach künstlerische Arbeiten initiiert, deren Ertrag gespendet wurde. 1970 bis 1978 wurden 1,4 Milliarden Mark der DDR aufgebracht. Im Jahr 1980 wurden mehr als 300 Millionen Mark akquiriert. Haupteinnahmequelle waren die Sammlungen des FDGB. Die Mitglieder des FDGB zahlten neben ihrem Beitrag einen Solidaritätsbeitrag. Wollte man diese offiziell freiwilligen Beiträge verweigern, musste man mit beruflichen Nachteilen rechnen.
Eine weitere Quelle waren die Einnahmen der internationalen Grafik-Solidaritätsbasare anlässlich der  Ausstellungen INTERGRAFIK.

## Ämter
- Vorsitzender: Heinz Schmidt (1964–1976)
- Präsident: Kurt Seibt (1976–1989)
- Generalsekretäre: Edmund Röhner, Kurt Krüger (1972–1982), Achim Reichardt (1982–1992)
- Stellvertretende Generalsekretäre: Willi Zahlbaum (1965–1975), Hans Scharf (1973–1978), Peter Stobinski (1980er Jahre)

## Mitgliedschaften
- 1974 assoziiertes Mitglied der Organisation für Afro-Asiatische Völkersolidarität (AAPSO)

## Verdienstmedaille
Das Solidaritätskomitee der DDR vergab seit 1985 die Medaille für Verdienste um die antiimperialistische Solidarität des Solidaritätskomitees der Deutschen Demokratischen Republik.